# Tephrina tschungkua
Tephrina tschungkua är en fjärilsart som beskrevs av Eugen Wehrli 1937. Tephrina tschungkua ingår i släktet Tephrina och familjen mätare. Inga underarter finns listade i Catalogue of Life.